# Aanslagen op de Amerikaanse ambassades in Tanzania en Kenia op 7 augustus 1998
Op 7 augustus 1998 vonden aanslagen plaats op de Amerikaanse ambassades in Tanzania en Kenia. Bij beide aanslagen werd een autobom tot ontploffing gebracht. Honderden mensen verloren het leven bij de aanslagen.
De aanslagen werden uitgevoerd door de Egyptische terreurgroep Jihad en bracht Osama bin Laden en Ayman al-Zawahiri voor de eerste keer onder de aandacht van een breder publiek. Jihad werkte destijds nauw samen met Al Qaida en fuseerde daar later mee. De aanslagen vonden plaats als wraak vanwege de Amerikaanse betrokkenheid bij de marteling van vier leden van Jihad eerder dat jaar. De aanslag stond gepland voor 7 augustus, de achtste verjaardag van de aanwezigheid van Amerikaanse troepen in Saoedi-Arabië.

## De aanslagen
In mei 1998 kocht een van de aanslagplegers een villa in de Keniaanse hoofdstad Nairobi. In die stad en in de Tanzaniaanse hoofdstad Dar es Salaam werden er ook twee vrachtwagens gekocht. Die werden zo omgebouwd dat er voldoende ruimte was voor de bommen. In beide plaatsen gebeurde het werk onder toezicht van Mohammed Odeh. De Nairobibom bestond uit 400 tot 500 cilinders TNT.
Op 7 augustus, tussen 10.30 uur en 10.40 uur, lieten in zowel Dar es Salaam als in Nairobi zelfmoordenaars de bommen in de trucks afgaan. Deze stonden beide geparkeerd naast de ambassade. In Nairobi kwam het nog tot een kort vuurgevecht en gooiden de aanslagplegers een granaat om het hek te openen om zo de vrachtwagen nog dichter bij de ambassade in de buurt te brengen. Daoud Al-Owhali wist te ontvluchten. In Nairobi verloren 212 mensen het leven. Er verloren 200 Kenianen het leven, hoewel de aanslag vooral gericht was op de Verenigde Staten om hen te treffen. Van de Amerikanen kwamen er 12 om. In Dar es Salaam kwamen 11 mensen om. Het dodenaantal was daar fors minder, omdat de Amerikaanse ambassade daar in een buitenwijk lag.

## Reactie
In reactie op de aanslag gaf de Amerikaanse president Bill Clinton opdracht tot een aantal raketbeschietingen, een actie die ook bekend werd als Operatie Infinite Reach. Deze vonden plaats op 20 augustus. In Afghanistan werden een aantal opleidingskampen voor terroristen gebombardeerd. Deze waren op dat moment al verlaten. In Soedan werd een fabriek gebombardeerd waarvan de Amerikanen aanvankelijk beweerden dat er chemische wapens werden geproduceerd. Deze informatie bleek vals. In plaats daarvan bleek dat een farmaceutische fabriek was gebombardeerd, waar vijftig procent van de medicijnen voor de Soedanezen werd geproduceerd.

## Aanslagplegers
Naar aanleiding van de aanslagen werd er tegen 21 personen een aanklacht opgesteld.
- Osama bin Laden, gedood in Pakistan in mei 2011.
- Ayman al-Zawahiri, gedood in Afghanistan op 31 juli 2022.
- Saif al-Adel, voortvluchtig.
- Abdullah Ahmed Abdullah, voortvluchtig.
- Anas al-Liby, overleden.
- Fazul Abdullah Mohammed, gedood in Mogadishu, Somalië in juni 2011 door het Somalische leger.
- Ahmed Mohammed Hamed Ali, gedood in Pakistan in 2010 door een onbemand vliegtuig.
- Fahid Mohammed Ally Msalam, gedood in Pakistan in 2010 door een onbemand vliegtuig.
- Sheikh Ahmed Salim Swedan, gedood in Pakistan in 2010 door een onbemand vliegtuig.
- Mohammed Atef, gedood in Kabul in 2001.
- Muhsin Musa Matwalli Atwah, gedood in Pakistan in 2006.
- Mustafa Mohamed Fadhil, onbekend. Wordt niet langer gezocht door de Amerikaanse justitie.
- Wadih el Hage, zit sinds 2001 een levenslange gevangenisstraf uit in de Verenigde Staten.
- Mohamed Sadeek Odeh, zit sinds 2001 een levenslange gevangenisstraf uit in de Verenigde Staten.
- Mohamed al-'Owhali, zit sinds 2001 een levenslange gevangenisstraf uit in de Verenigde Staten.
- Khalfan Khamis Mohamed, gearresteerd in 1999 in Zuid-Afrika. Zit sinds 2001 een levenslange gevangenisstraf uit in de Verenigde Staten.
- Khalid al Fawwaz, zit sinds 1999 vast in Groot-Brittannië.
- Ibrahim Eidarous, had sinds 1999 huisarrest in Groot-Brittannië. Overleed in 2008 aan leukemie.
- Adel Abdel Bary, zit sinds 1999 vast in Groot-Brittannië.
- Mamdouh Mahmud Salim, in 1998 gearresteerd in München. Zat later vast op Guantanamo Bay en zit momenteel een levenslange gevangenisstraf uit in de Verenigde Staten.
- Ahmed Khalfan Ghailani, in 2004 gearresteerd in Pakistan. Zit een levenslange gevangenisstraf uit in de Verenigde Staten.